# 385 (số)
385 (ba trăm tám mươi lăm) là một số tự nhiên ngay sau 384 và ngay trước 386.